# 3727-es mellékút (Magyarország)
A 3727-es számú mellékút egy körülbelül 7,5 kilométeres hosszúságú, négy számjegyű mellékút Borsod-Abaúj-Zemplén vármegye keleti részén; Hernádkércstől húzódik Megyaszóig, érintve két kisebb települést is.

## Nyomvonala
A 3703-as útból ágazik ki, annak az 5+350-es kilométerszelvénye közelében, Hernádkércs belterületének déli részén, délnyugati irányban. Kossuth utca néven húzódik a belterület széléig, amit mintegy 500 méter után ér el; ott egyúttal a községhatárt is átszeli és Nagykinizs területén folytatódik, méghozzá ott is egyből lakott területen, hiszen a két község itt szinte összenőtt. Nagyjából másfél kilométer megtétele után lép ki e faluból, és nem sokkal ezután eléri a Hernád folyó árvízvédelmi töltését és egy darabig azt követve húzódik.
Még a második kilométerének elérése előtt elhalad Nagykinizs, Halmaj és Szentistvánbaksa hármashatára mellett, onnan ez utóbbi helység határai közt folytatódik – délnek fordulva, ezáltal a folyótól fokozatosan eltávolodva –, Halmajt ennél jobban nem is érinti. A központig a Petőfi út nevet viseli, majd ott délkeletnek fordul és Part út lesz a neve, a belterület délkeleti széléig, amit nagyjából 2,5 kilométer után hagy maga mögött. A falu külterületén még több irányváltása is van, végül déli irányban lép ki Szentistvánbaksa határai közül, körülbelül 4,6 kilométer megtétele után. Megyaszó területén vezet tovább, melynek lakott részeit mintegy 6,5 kilométer után éri el; ott a Csőri István út nevet veszi fel, a településen született lelkész és helytörténeti kutató emlékére. Így is ér véget, a község központjában, beletorkollva a 3702-es útba, annak a 13+450-es kilométerszelvénye közelében.
Teljes hossza, az országos közutak térképes nyilvántartását szolgáló kira.kozut.hu adatbázisa szerint 7,482 kilométer.

## Története
A Kartográfiai Vállalat 1990-es kiadású Magyarország autóatlasza a Szentistvánbaksa és Megyaszó közti szakaszát egyáltalán nem tünteti fel (még földútként sem), így az feltehetőleg csak később – még tisztázandó időpontban – készült el.
Megyaszói belterületi szakasza a mai települési nevét bizonyosan már a 21. században kapta, mivel Csőri István tiszteletes 2000 decemberének utolsó napjaiban hunyt el.